# Gottlob! nun geht das Jahr zu Ende
Gottlob! nun geht das Jahr zu Ende (in tedesco, "Lode a Dio! L'anno volge al fine") BWV 28 è una cantata di Johann Sebastian Bach.

## Storia
La cantata Gottlob! nun geht das Jahr zu Ende venne composta da Bach a Lipsia nel 1725 e fu eseguita il 30 dicembre dello stesso anno. Il testo è di Erdmann Neumeister per i movimenti 1, 4 e 5, di Johann Gramann per il secondo, di Paul Eber per l'ultimo, e del Libro di Geremia, capitolo 32 e versetto 41, per il terzo movimento.

## Struttura
La cantata è scritta per soprano solista, contralto solista, tenore solista, basso solista, coro, corno, corno inglese, trombone I, II e III, violino I e II, oboe I e II, viola e basso continuo ed è suddivisa in sei movimenti:
1. Aria: Gottlob! nun geht das Jahr zu Ende, per soprano, oboe I e II, corno inglese e basso continuo.
2. Coro: Nun lob, mein Seel, den Herren, per cornetto, oboi, trombone, corno inglese, archi e continuo.
3. Recitativo arioso: So spricht der Herr, per basso e continuo.
4. Recitativo: Gott ist ein Quell, per tenore, archi e continuo.
5. Aria: Gott hat uns im heurigen Jahre gesegnet, per contralto, tenore e continuo.
6. Corale: All solch dein Güt wir preisen, per tutti.